# Barandra
Barandra é um gênero de mariposa pertencente à família Acrolophidae.